# Papilio hectorides
Papilio hectorides är en fjärilsart som beskrevs av Eugen Johann Christoph Esper 1794. Papilio hectorides ingår i släktet Papilio och familjen riddarfjärilar. Inga underarter finns listade i Catalogue of Life.

## Bildgalleri

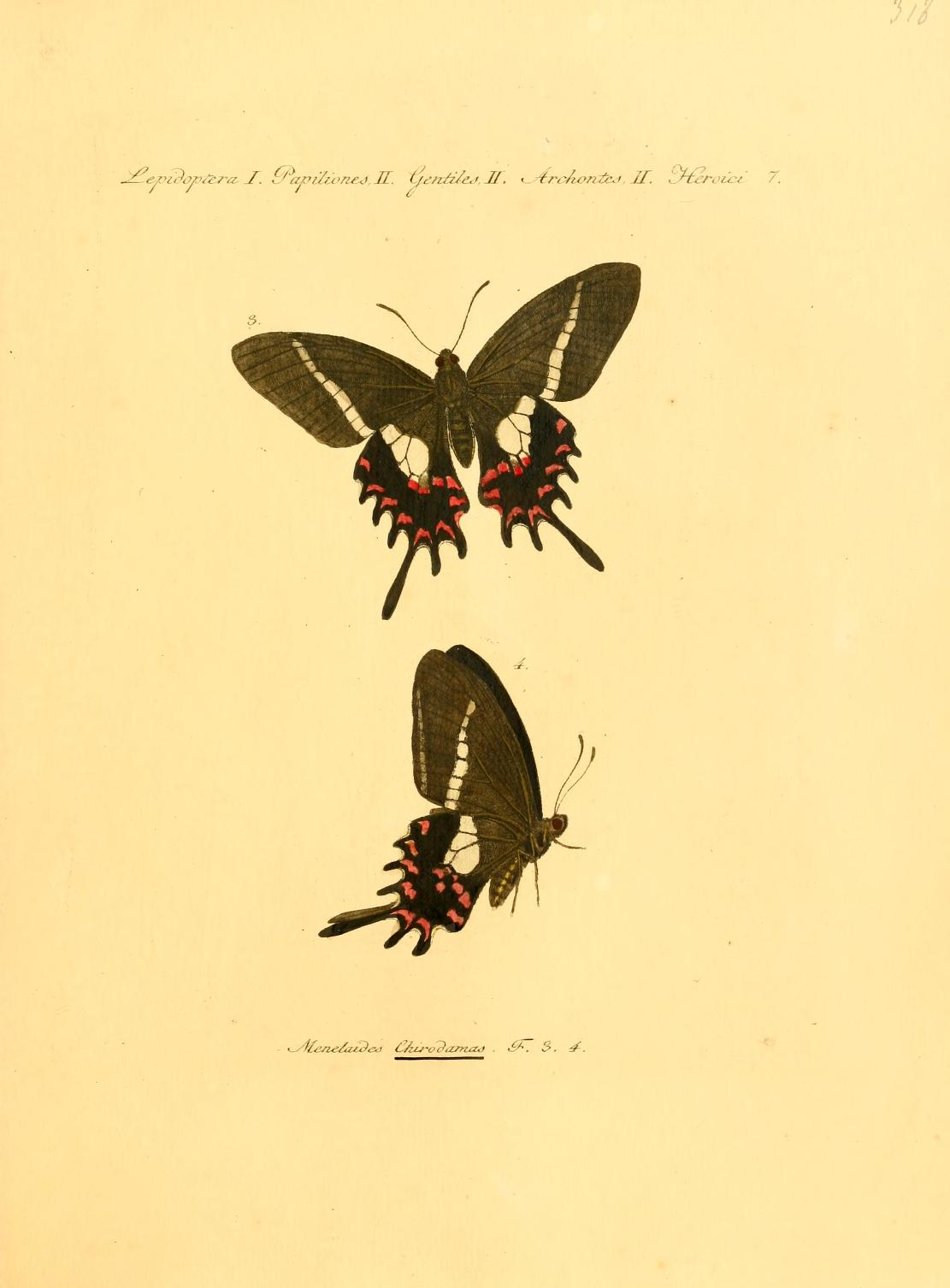
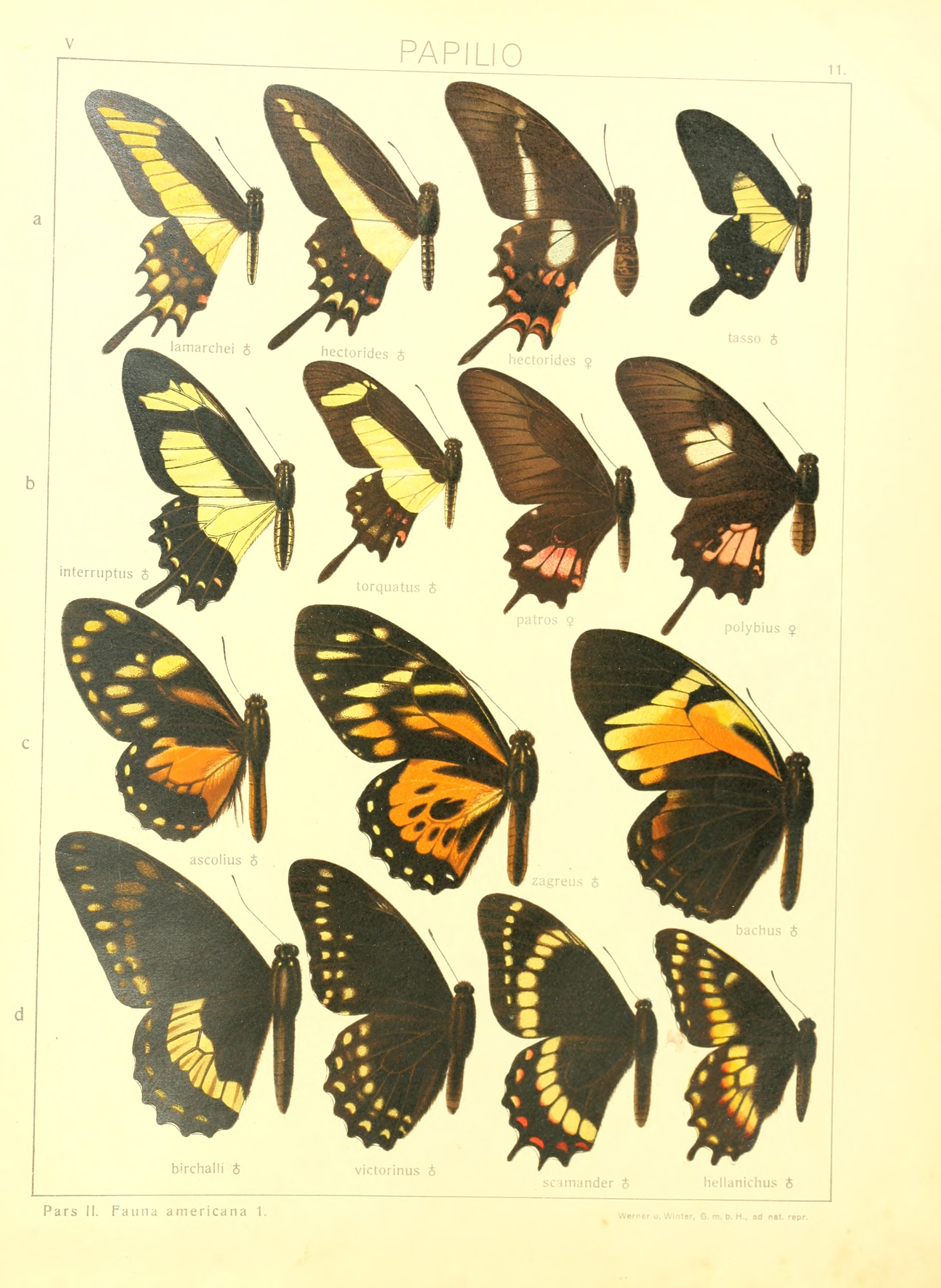
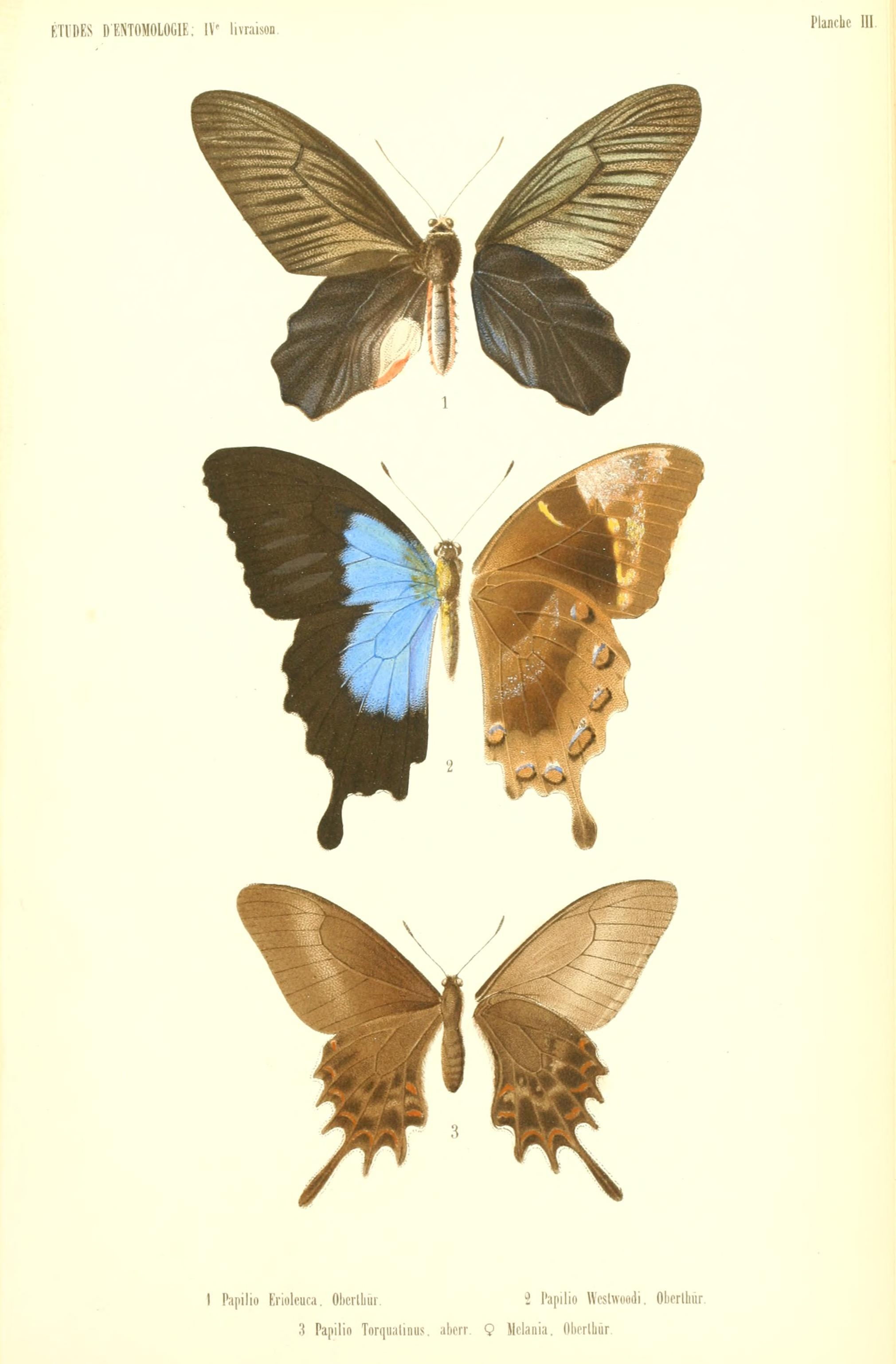